# 立教女学院短期大学
立教女学院短期大学（日语：／ Rikkyō Jogakuin Tanki Daigaku *），简称立短，是過去一所位于日本东京都杉并区的私立短期大学。

## 概要

### 简介
- 学校最早可以追溯到1877年[2][3]。短期大学为于1967年开办[3]、由学校法人立教女学院经营[4]。来源于美国人传教士惠主教创立的立教女学校、由于教育的基础是圣公宗[3]

### 历史
- 1967年 立教女学院短期大学成立并同时设置一个学科即英语科[3]。
- 1970年 幼儿教育科成立[3]。
- 1972年 两个专攻成立于专科、以下列举[3]。
  - 英语专攻[注 2]
  - 幼儿教育专攻
- 2013年 英语科改编为现代传播学科[注 1][3]。
- 2021年 停辦

### 宪章
- 立教女学院短期大学的标志是木茼蒿。请参看立教女学院短期大学的标志 （页面存档备份，存于） （日語） 2014年6月8日阅览。

## 学校环境
- 校区：在东京都杉并区

## 历任校长
- 杉本乔：第一代短期大学校长[3][5]。
- 若林一美：现在短期大学校长[6]

## 组织

### 学科
- 现代传播学科[注 1]
- 幼儿教育科

### 专科
| - 幼儿教育专攻 |

### 前专科
| - 英语专攻 |

### 业余课程
| - 没有 |

### 附属学校
- 幼儿园[7]

### 附属机关
| - 图书馆 - 幼児教育研究所 |

## 知名校友
- 平淑惠：女演员
- 山口琉美：演歌歌手

## 相关链接
- 日本短期大学列表